# 영광 도동리 홍교
영광 도동리 홍교(靈光 道東里 虹橋)는 대한민국 전라남도 영광군 영광읍 도동리에 있는 홍예교이다. 1992년 11월 30일 전라남도의 문화재자료 제190호로 지정되었다.

## 개요
조선 성종 때 불교를 배척하였던 정극인의 공을 기념하기 위해 건립한 다리라고 전한다.
실제 다리는 옛 성이 있었을 당시 나주와 함평 등지에서 영광으로 들어오는 길목에 있었으나, 현재는 본래 모습이 훼손된 채 논밭으로 가는 샛길과 하천 옆길을 잇는 다리로 쓰이고 있다.
다리는 양끝이 처지고 가운데는 무지개처럼 둥글게 굽은 구조로 되어 있다. 13개의 넓적한 돌을 이용하여 단순한 형태로 견고하게 쌓아올린 모습이나, 9개의 부재로 구성된 것처럼 보인다.
인위적이고 세련되던 다른 홍교와는 달리, 꾸미지 않은 소박하고 자연스러운 멋이 나는 다리이다. 만든 시기는 정극인이 생을 마친지 16년 후인 연산군 3년(1497)이며, 영조 4년(1728)과 1994년에 다리를 보수한 바 있다.

## 같이 보기
- 정극인

## 참고 자료
- 영광도동리홍교 - 국가유산청 국가유산포털